# 비엘리치카군

마워폴스카주 지도에 표시된 비엘리치카군의 위치

비엘리치카군(폴란드어: powiat wielicki)은 폴란드 마워폴스카주에 위치한 군으로 군청 소재지는 비엘리치카이며 면적은 427.8km2, 인구는 105,266명(2006년 기준), 인구 밀도는 250명/km2이다.
동쪽으로는 보흐니아군, 남쪽으로는 미실레니체군, 북서쪽으로는 크라쿠프시, 크라쿠프군과 접한다. 5개 지방 자치체(2개 도시형 농촌, 3개 농촌)를 관할한다.

군기
군 문장